# Annaler
Annaler (försvenskning av latinets annales, adjektivisering av annalis, pluralis av annus "år") betecknar ursprungligen olika typer av årsböcker, det  vill säga i tidsföljd ordnade förteckningar över årets tilldragelser.
Benämningen annaler ingår även i namnet på många tidskrifter med annan utgivningsfrekvens än år.
Även svenska Economiska Annaler med Kongl. Maj:ts nådigste tillstånd utgifna af Kongl. Vetenskaps-academien (1807–1808) och Jernkontorets annaler (1816–) kan nämnas i sammanhanget.

## Historiska annaler
Med historiska annaler avses en typ av historiska källskrifter som berättar om viktiga händelser i kronologisk följd, vanligen i form av mycket korthuggna notiser som alltid inleds med en tidsangivelse och är skrivna på latin. I nordisk, särskilt svensk, forskning har man från textkritiska utgångspunkter gjort en åtskillnad mellan annalerna och de mer ordrika berättande krönikorna. Denna uppdelning är inte lika konsekvent genomförd på kontinenten där ett flertal årböcker också kallas ”krönikor”. Bland de mest kända annalerna kan nämnas klostrets i Dunstable, som omfattar tiden från Kristi födelse till 1297.
Medeltida annaler från flera svenska kloster har bevarats. I dem antecknades, efter mönster från kontinenten, viktiga händelser inom och utanför rikets gränser. Till Sverige kom bruket att skriva annaler närmast från Danmark med Dominikanorden. Den äldsta i Sverige förda dominikanska årsboken Dansk-svensk årbok skrevs i mitten av 1200-talet och omfattar åren 916–1263. Bruket att skriva annaler upphörde i Sverige vid reformationen.
Exempel på annalnotis från Dansk-svensk årbok (för året 1187), där de händelser vilka ansågs vara årets viktigaste sammanfattats i en för annalerna typisk kort notis: Jerusalem skövlades av Saladin, ärkebiskop Johannes blev mördad vid Almarestäkets borg och Sigtuna brändes:
| ” | Iherusalem vastatur a Saladano rege. Occisus Johannes Archiepiscopus Vpsaliensis apud Almarnum pridie idus Augusti et Sigtuna combusta. | „ |

### Några av de svenska annalerna
- Dansk-svensk årbok (916–1263), påbörjad i Danmark, överförd till dominikanerkonventet i Skänninge omkring 1255 och med en fortsättning skriven där.
- Ängsöannalerna (1208–88), namngivna efter fyndplatsen. Troligen skrivna i dominikanerkonventet i Skänninge.
- Årboken 266–1430, har kallats ”Yngre Sigtunaannalerna”. Sammanställd i Strängnäs.
- Chronologia anonymi (826–1415). Bearbetning från 1500-talet av äldre annaler.

## Vetenskapliga tidskrifter
Beteckningen "annaler" har också använts sedan slutet av 1700-talet för flera expert-/fackgranskade vetenskapliga tidskrifter, som exempelvis:
- Annales de chemie, grundad av Antoine Lavoisier 1789[4], namnbyte till:
  - Annales de chemie et physique 1815, vilken sedan 1913 splittrades i:[5][6]
    - Annales de chemie
    - Annales de physique[7]
- Annalen der Physik grundad av Friedrich Albrecht Carl Gren 1790 som Journal der Physik, bytte namn 1799. Känd för publikationerna av den speciella relativitetsteorin (Albert Einstein 1905) och kvantteorin (Max Planck 1900–1901)
- Annales des sciences naturelles, 1824–1843[8]
- Annals of the New York Academy of Sciences grundad 1824.[9]
- Annales de Mathématiques Pures et Appliquées, grundad 1810 av Joseph Gergonne. Nerlagd 1831.
- Mathematische Annalen, grundad 1868 av Alfred Clebsch och Carl Neumann.[10]
- Annals of Mathematics, grundad som The Analyst 1874 av Joel E. Hendricks, namnbyte när Ormond Stone tog över 1884. Ges sedan 1911 ut av Princeton University.[11]
- Annals of Botany, grundad 1887 av Isaac Bayley Balfour, Sydney Howard Vines och William Gilson Farlow.[12][13]
- Annals of the Missouri Botanical Garden, utgiven av Missouri Botanical Garden sedan 1914.[14][15]
- Annales de Paléontologie, grundad 1905 av Marcellin Boule.[16]
- Annales Geophysicae (namnbyte till Annals of Geophysics 2002), bildad 1983 genom sammanslagning av:[17]
  - Annali di Geofisica, nytt namn 1948 på Bollettino della Societa Sismologica Italiana grundad 1895.
  - Annales de Géophysique, grundad 1944 av Centre national de la recherche scientifique.[18]
- Annals of Internal Medicine, grundad 1927 av American College of Physicians.[19]
- Annales médico-psychologiques, grundad 1843 av Jules Baillarger, François Achille Longet, Jacques Joseph Moreau och Laurent Cerise. Omdöpt till Annales de psychiatrie 1986.[20][21][22]
- Annales. Histoire, Sciences sociales, grundad 1929 (som Annales d’histoire économique et sociale) av Marc Bloch och Lucien Febvre.[23][24][25]

De flesta av de ovanstående ges fortfarande (2025) ut under samma namn.
Därtill kommer att antal Annual Review of....